# Marcello Mastrilli
Marcello Francesco Mastrilli (1603 – 1637 október 17 ) , olasz jezsuita misszionárius, aki mártírhalált halt Japánban az Unzen hegynél.

## Missziós élete
Tokugawa sógunság betiltotta a kereszténységet 1614-ben. Abból a célból indult el Japánba, hogy megtalálja, és talán sikerül meggyőznie a hitehagyott Christavao Ferreirát, aki elment Japánba, és lemondott a hitéről. Amint leszállt a hajóról letartóztatták. Három napi kínzás után, Nagasakiban lefejezték. Tizenhat évvel később Christavao Ferreira megvallotta hitét és bátran szembe mert állni a halálával.

## Előzmény
Különösen befolyásolta azt az elhatározást, hogy Japánba megy, két víziója  1633-ban, mely szerint megjelent neki Xavéri Szent Ferenc jezsuita misszionárius, aki már távozott az élők sorából, és megjósolta neki a vértanúságot. A szent kétszer is csodálatosan helyreállította Mastrilli egészségügyi problémáit. Mastrilli hogy megköszönje Xavéri Szent Ferenc jelenését állítólag kezdeményezte, hogy egy ezüst koporsóba tegyék Xavéri Szent Ferenc földi maradványait.